# Frödinge
För livsmedelsföretaget med samma namn, se Frödinge Mejeri.
Frödinge är en tätort i Vimmerby kommun i Kalmar län, kyrkort i  Frödinge socken.
Orten är kanske mest känd för Frödinge Mejeri AB som gör ostkakor, tårtor och dessertpajer. 160 personer är anställda av företaget.
Frödinge kyrka är en sevärdhet. På orten finns också ett sågverk med 33 anställda.

## Befolkningsutveckling
| Befolkningsutvecklingen i Frödinge 1960–2020 | Befolkningsutvecklingen i Frödinge 1960–2020 | Befolkningsutvecklingen i Frödinge 1960–2020 | Befolkningsutvecklingen i Frödinge 1960–2020 | Befolkningsutvecklingen i Frödinge 1960–2020 |
| -------------------------------------------- | -------------------------------------------- | -------------------------------------------- | -------------------------------------------- | -------------------------------------------- |
|                                              |                                              |                                              |                                              |                                              |
| År                                           |                                              |                                              | Folkmängd                                    | Areal (ha)                                   |
| 1960                                         | 1960                                         |                                              | 254                                          |                                              |
| 1965                                         | 1965                                         |                                              | 292                                          |                                              |
| 1970                                         | 1970                                         |                                              | 335                                          |                                              |
| 1975                                         | 1975                                         |                                              | 407                                          |                                              |
| 1980                                         | 1980                                         |                                              | 437                                          |                                              |
| 1990                                         | 1990                                         |                                              | 389                                          | 83                                           |
| 1995                                         | 1995                                         |                                              | 389                                          | 83                                           |
| 2000                                         | 2000                                         |                                              | 357                                          | 84                                           |
| 2005                                         | 2005                                         |                                              | 364                                          | 84                                           |
| 2010                                         | 2010                                         |                                              | 383                                          | 85                                           |
| 2015                                         | 2015                                         |                                              | 343                                          | 68                                           |
| 2020                                         | 2020                                         |                                              | 302                                          | 92                                           |
|                                              |                                              |                                              |                                              |                                              |